# إصبع القدم المطرقية
القفع أو إصبع القدم المطرقية (بالإنجليزية: Hammer toe)‏ هو تشوه في عظام الاصابع الصغيرة نتيجة لخلع جزئي في المفصل المشطي السلامي وانقباض المفصل السلامي القريب.

## الأعراض
الاعراض والعلامات تتميز بان الاصبع يلتف لأسفل متخذاً وضعأً أشبه بالمخلب، أي أن الاصبع معقوف للداخل من جهه الوسط فيصبح ملتوي (محدب من الأعلى ومقعر من الأسفل وبروزه للخارج من جهه الوسط مع عدم القدرة على بسط ومد الإصبع للامام يصاحبه احمرار وتقرحات في اعلى الاصبع المعقوف)، وبشكل عام يتأثر كلا المفصلين في الاصبع.
إن الاصبع الثاني هو أكثر الاصابع تعرضاص للإصابة بهذه الحالة، مثل «عين السمكة» (عين السمكة عبارة عن مناطق صغيرة من الجلد السميك تظهر فوق القدم وعلى جانبيها نتيجة للاحتكاك الزائد، وغالباً ما تكون نتيجة لسوء اختيار مقاس الحذاء) نتيجة للضغط الناجم عن احتكاكه بالحذاء.

## الأسباب
أهم الأسباب التي تسبب هذا التشوه هي:
1. لبس الاحذية ذات الكعب العالى تدفع القدم للاسفل مما يسبب الضغط الشديد على الاصابع ضد بعضها وضد الحذاء وهذا يزيد الضغط على الاصابع ويؤدي إلى انعقافها.
2. عدم توازن عمل عضلات القدم.
3. شد في أحد الاوتار (مما يمنع اصبع القدم من الاستقرار مستويآ فوق سطح الأرض). أو ضعف عضلي أو التهاب مفصلي مثل المصابين بداء السكري منذ أمد بعيد ويعانون من تلف عضلي وعصبي نتيجة للمرض.[4]

## العلاج
قد يقترح الطبيب عمل جبيرة أو أداء تمرينات أو وضع حشوة (فرش) للحذاء تساعد على إعادة توزيع ثقلك فوق جميع أجزاء القدم. وأحياناً قد يوصف مراهم للتقرحات لإزالة الالم.
وبالإضافة إلى ذلك، فإن ارتداء الاحذية التي تتميز بمقدمة أكثر إتساعآ وذات عمق أكبر يمنع انضغاط اصابعك معآ.
وينصح بارتداء الصنادل.

## وصلات إضافية
- Hammer Toe - American Academy of Orthopedic Surgeons
- Hammer Toes - American Podiatric Medical Association
- Aetna Clinical Policy Bulletin: Hammertoe Repair Guidelines for surgical repair